# Sierra de la Asamblea
La Sierra de La Asamblea, también conocida como San Luis, Sierra de Yuba o Sierra de Jubai, es una cadena montañosa aislada ubicada en el estado de Baja California, México. La sierra alcanza una altura de 1661 metros (5449,5 pies) en su punto más elevado y está separada del extremo sur de la Sierra de San Pedro Mártir por más de 146 kilómetros de terreno. La sierra se encuentra dentro de un área natural protegida designada a nivel federal, el Valle de los Cirios. Más hacia el sur del estado y en la frontera con Baja California Sur se encuentra la Sierra de San Borja, parte del complejo Sierras la Libertad-La Assemblea protegidos por el gobierno mexicano.

## Flora
Esta cadena montañosa alberga una gran cantidad de especies disjuntas, incluida la distribución más al sur de Pinus monophylla, y un gran chaparral de Adenostoma fasciculatum.
| Flora de la Sierra de La Asamblea |                       |                       |                       |                                         |
|                                   |                       |                       |                       |                                         |
| Adenostoma fasciculatum           | Pinus monophylla      | Ceanothus pauciflorus | Hesperoyucca whipplei | Eriogonum fasciculatum var. flavovirida |
|                                   |                       |                       |                       |                                         |
| Arctostaphylos glauca             | Senegalia greggii     | Quercus turbinella    | Agave cerulata        | Prosopsis glandulosa                    |
|                                   |                       |                       |                       |                                         |
| Fouquieria splendens              | Ambrosia ambrosioides | Lophocereus schottii  | Encelia asperifolia   | Brahea armata                           |

## Clima
No existe ninguna estación meteorológica en esta cadena montañosa o adyacente a ella. La estación meteorológica más cercana se encuentra en Chapala, a unos 28 kilómetros de distancia. Debido a que la sierra alcanza elevaciones superiores a los 1.600 metros, puede hacer entre 8 °C y 11 °C que sería más fría que en Chapala, que está a unos 640 metros de altura.
Debido a sus elevaciones más bajas, este complejo de montañas tiene menos efecto a la hora de aislar los ecosistemas circundantes. La Sierra de La Asamblea alcanza casi 1700 m de altura y mantiene un hábitat aislado en la cima de una montaña.